# Doris Iding
Doris Iding (* 25. Januar 1962 in Kevelaer) ist eine deutsche Ethnologin, Yoga-, Meditations- und MBSR-Lehrerin.

## Werdegang
Iding studierte Ethnologie mit dem Abschluss M.A. mit Schwerpunkt im Bereich Integration östlicher Heilverfahren in den Westen, Bewusstsein, bewusstseinsverändernde Techniken, Schamanismus und Ethnomedizin. Als Nebenfächer belegte sie Psychologie und Religionswissenschaft mit Schwerpunkt Hinduismus, Buddhismus und Religionen im Kulturvergleich. Ein Jahr lang studierte sie Japanologie mit Aufenthalt in Japan und einem Studium an der Universität Tokio.
Auf ihrem spirituellen Weg waren Lehrer, wie z. B. Jack Kornfield, Thích Nhất Hạnh, Annette Kaiser, Seine Heiligkeit der Dalai Lama, Jon Kabat-Zinn, Sriram, Master Han-Shan wichtig. Sie arbeitete als Yogalehrerin, gibt Seminare und Kurse und ist zudem als Spiritueller Coach im deutschsprachigen Raum tätig. Als Autorin verfasste sie Bücher und Artikel zu den Themen Alternative Heilmethoden, Ayurveda, Buddhismus, Ethnologie, Ethnomedizin, Gesundheit, Integrale Spiritualität, Integration traditioneller asiatischer Heilverfahren aus Asien in Europa, Musik, Nachhaltigkeit, Ökologie, Reisen, Rituale, Religionen, Tod sowie Yoga.
Neben ihren Buchpublikationen ist Iding als Autorin für Yoga Aktuell, die Münchner Abendzeitung und Seinswelten Inspirationen tätig.

## Publikationen (Auswahl)
- Praxisbuch Indianische Medizin. Ludwig Verlag, München 1999, ISBN 3-7787-3515-2.
- Der Tod geht um die Welt: Mythen, Märchen und Geschichten um den Tod. Goldmann Verlag, München 2000, ISBN 978-3-442-21541-6.
- Bewusstes Atmen – für mehr Lebensenergie. Südwest Verlag, München 2000, ISBN 978-3-517-06162-7.
- Partner-Yoga: Eine Bereicherung für Körper, Geist und Seele. Via Nova Verlag, Petersberg 2003, ISBN 978-3-936486-34-6.
- Erkennen, was krank macht: Intuitiv den Weg der Heilung finden. Kösel Verlag, München 2003, ISBN 978-3-466-34465-9.
- Mit Yoga zum Wohlfühlgewicht: Balance finden und lustvoll abnehmen. Rowohlt Taschenbuch Verlag, München 2004, ISBN 978-3-499-61679-2.
- Ayurvedisch Kochen mit den Jahreszeiten: 80 vegetarische Rezepte mit einheimischen Produkten. AT Verlag, Aarau 2007, ISBN 978-3-03800-315-1.
- Alles ist Yoga. Weisheitsgeschichten aus dem Yoga. Schirner, Darmstadt 2009, ISBN 978-3-8434-6122-1. (Nominiert zum Besten Yoga-Buch 2010 von Yoga-Guide.at.[5])
- Der kleine Achtsamkeitscoach. Gräfe und Unzer Verlag, München 2012, ISBN 978-3-8338-2582-8.
- Die Angst, der Buddha und ich. Nymphenburg Verlag, München 2013, ISBN 978-3-8338-2582-8. (Nominiert zum Besten Buch 2013 von Yoga-Guide.at.[6])
- Achtsamkeit: Mein Übungsbuch für mehr Balance und Harmonie. Gräfe und Unzer Verlag, München 2015, ISBN 978-3-8338-4835-3.
- Ängste überwinden: Mein Übungsbuch für mehr Optimismus & Gelassenheit. Gräfe und Unzer Verlag, München 2016, ISBN 978-3-8338-5230-5.
- Entschleunigen: Mein Übungsbuch für mehr innere Ruhe und Ausgeglichenheit. Gräfe und Unzer Verlag München, 2017. ISBN 978-3-8338-5858-1.
- Achtsam in drei Atemzügen: einfache Übungen in Gelassenheit für Ruhelose. Irisiana Verlag, München 2019, ISBN 978-3-424-15360-6.
- Erleuchtet in drei Atemzügen: mit Achtsamkeit und Meditation im Jetzt ankommen. Irisiana Verlag, München 2021, ISBN 978-3-424-15404-7.
- Die Angst, der Buddha und ich. Nymphenburger Verlag, Stuttgart 2021, ISBN 978-3-96860-029-1.
- Das Leben, mein Meister: Weisheitsgeschichten und Achtsamkeitsübungen für innere Freiheit, Gelassenheit und Lebensfreude. Lotos Verlag, München 2021, ISBN 978-3-7787-8299-6.
- 7 Minuten Chakrenpower. Atempausen für jeden Tag. Nymphenburger Verlag, Stuttgart 2022, ISBN 978-3-96860-035-2.
- Mein innerer Kritiker kann mich mal: Frieden schließen mit den kritischen Stimmen in mir. mvg Verlag, München 2022, ISBN 978-3-7474-0421-8.
- Sei gut zu Dir 2023: Der Kalender für seelisches und körperliches Wohlbefinden. Tischkalender. Ludwig bei Heyne, München 2022, ISBN 978-3-453-23919-7.
- Mach Schluss mit deiner Angst: 55 Impulse für mehr Glück, Zuversicht und Selbstvertrauen. mvg Verlag, München 2022, ISBN 978-3-7474-0436-2.